# Peștera Limanu
Peștera Limanu este un monument al naturii localizat în partea sudică a României, în arealul comunei Limanu, nu departe de satul Limanu, pe malul lacului Mangalia. Aria zonei protejate este de 1 hectar. Are o lungime de 3,64 km.

## Galerie de imagini

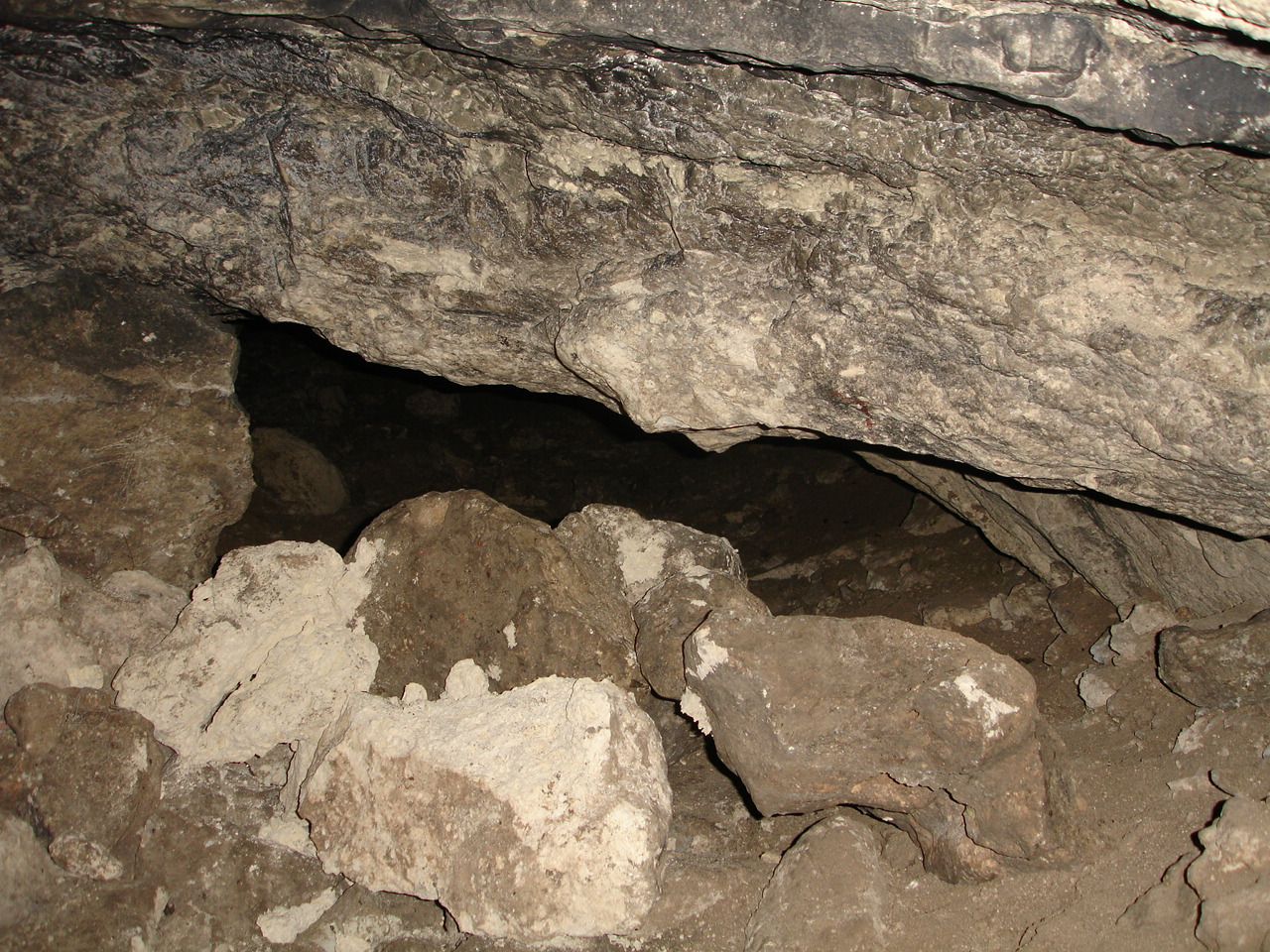
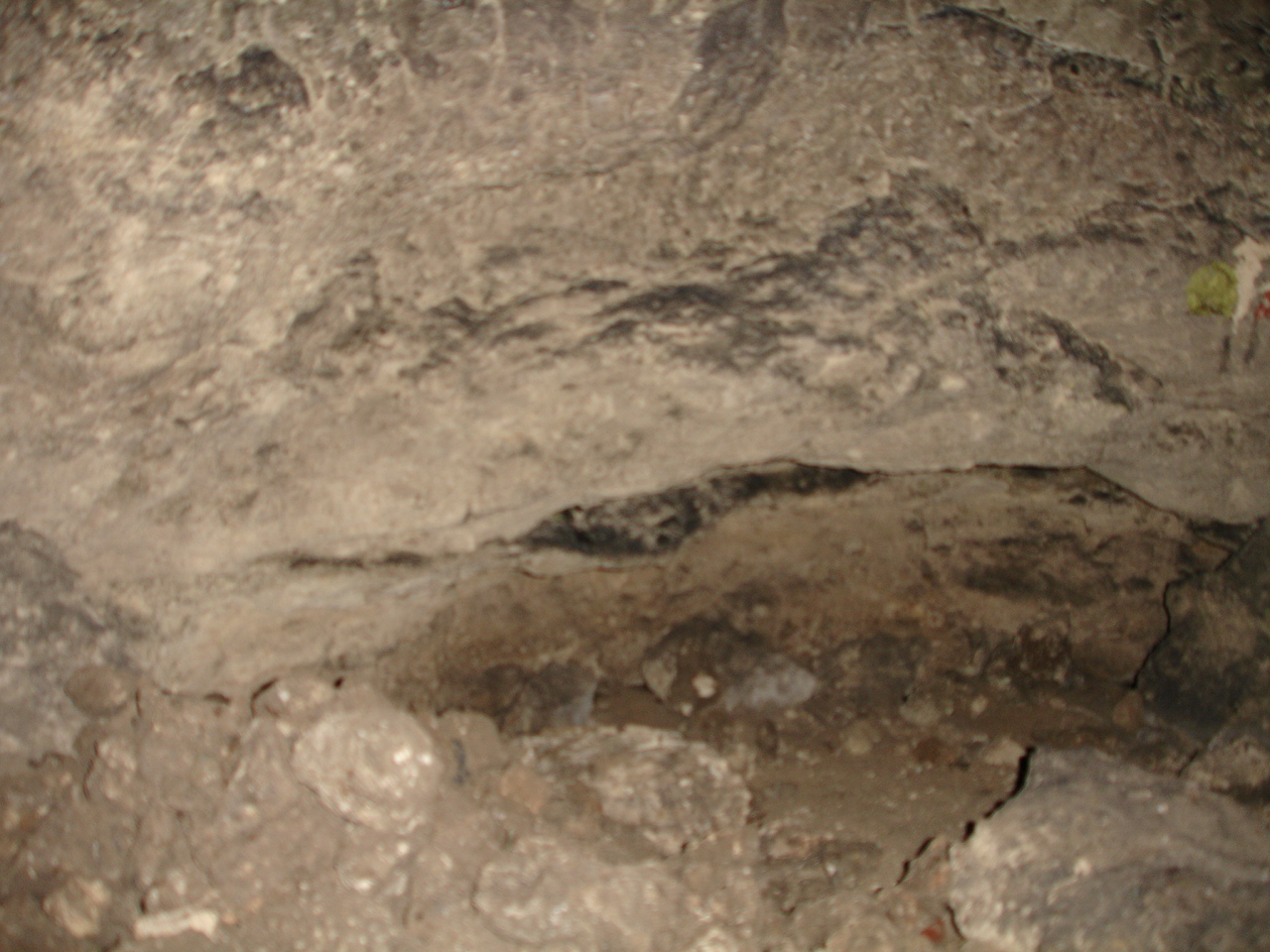
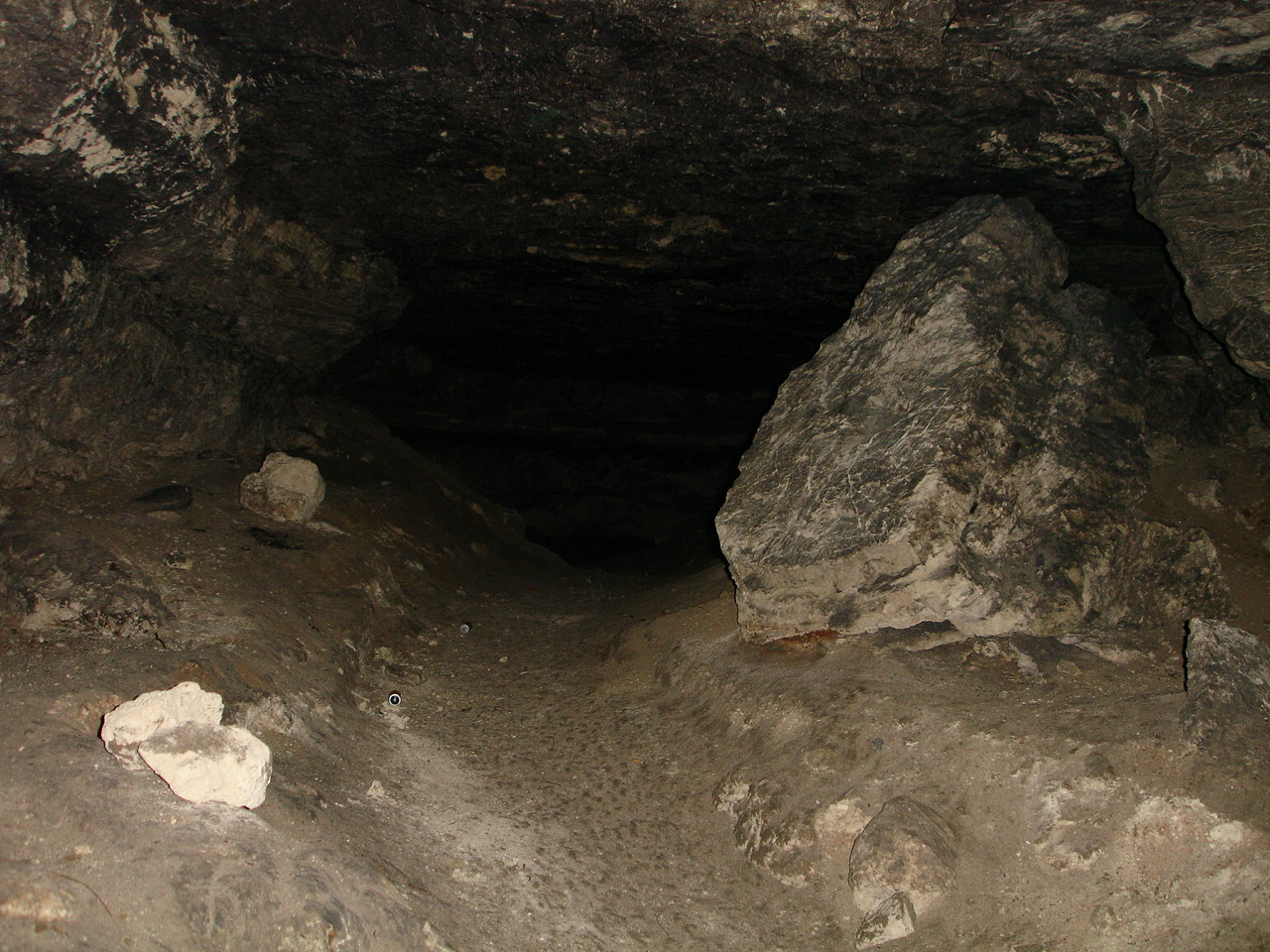
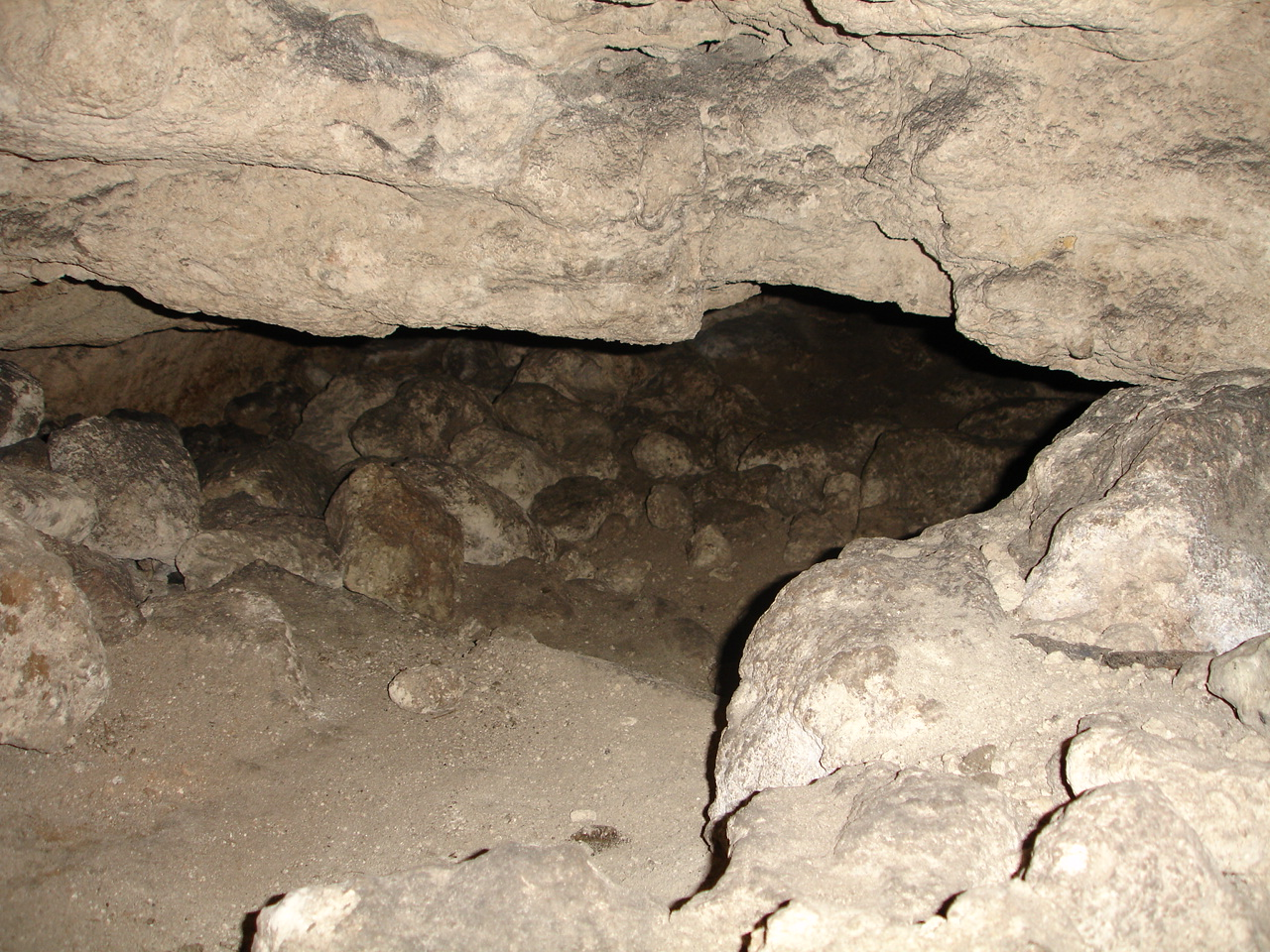
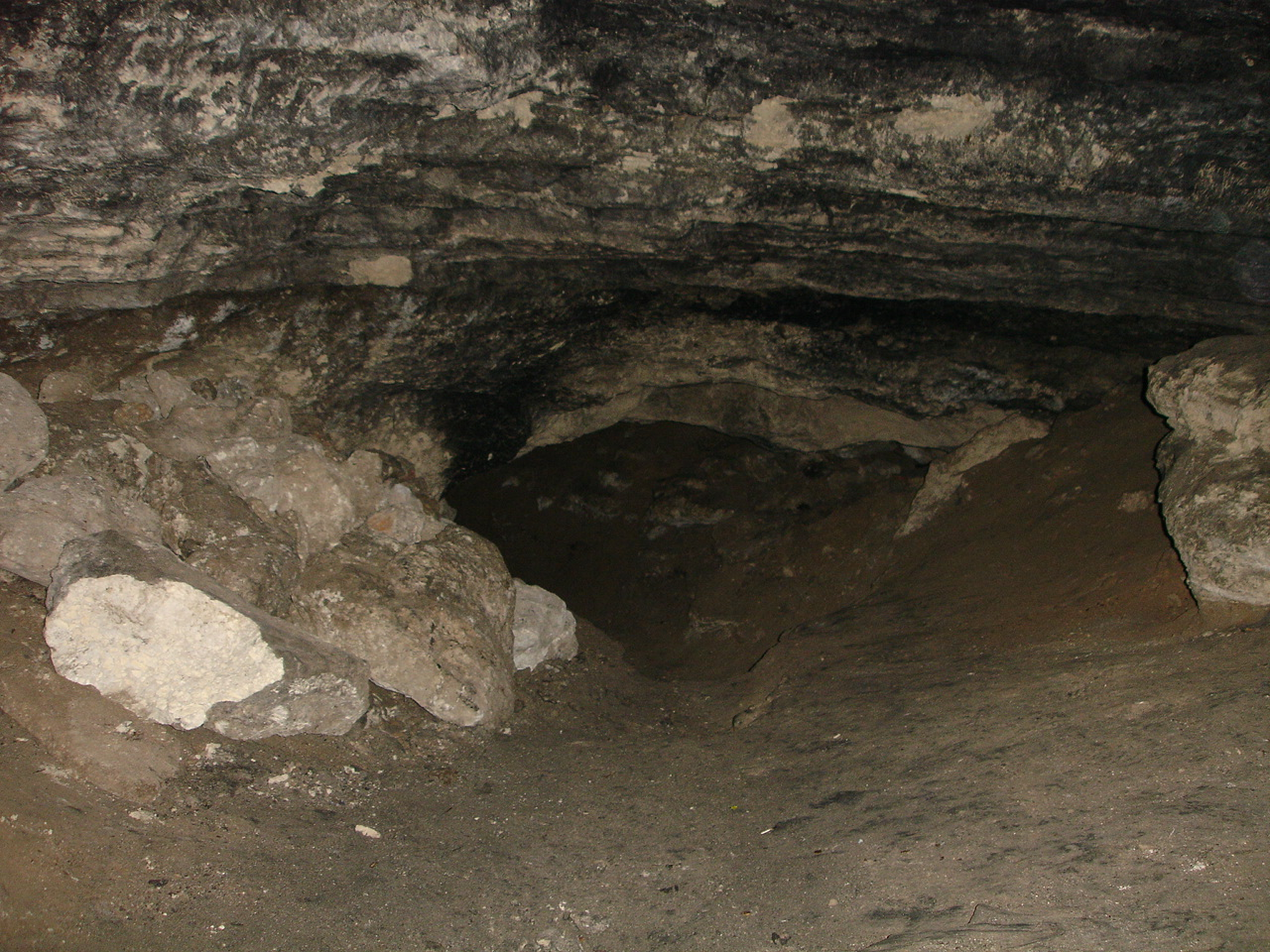